# Бандита (Алесандрија)
Бандита је насеље у Италији у округу Алесандрија, региону Пијемонт.
Према процени из 2011. у насељу је живело 49 становника. Насеље се налази на надморској висини од 536 м.